# 400
400 (CD) var ett skottår som började en söndag i den julianska kalendern.

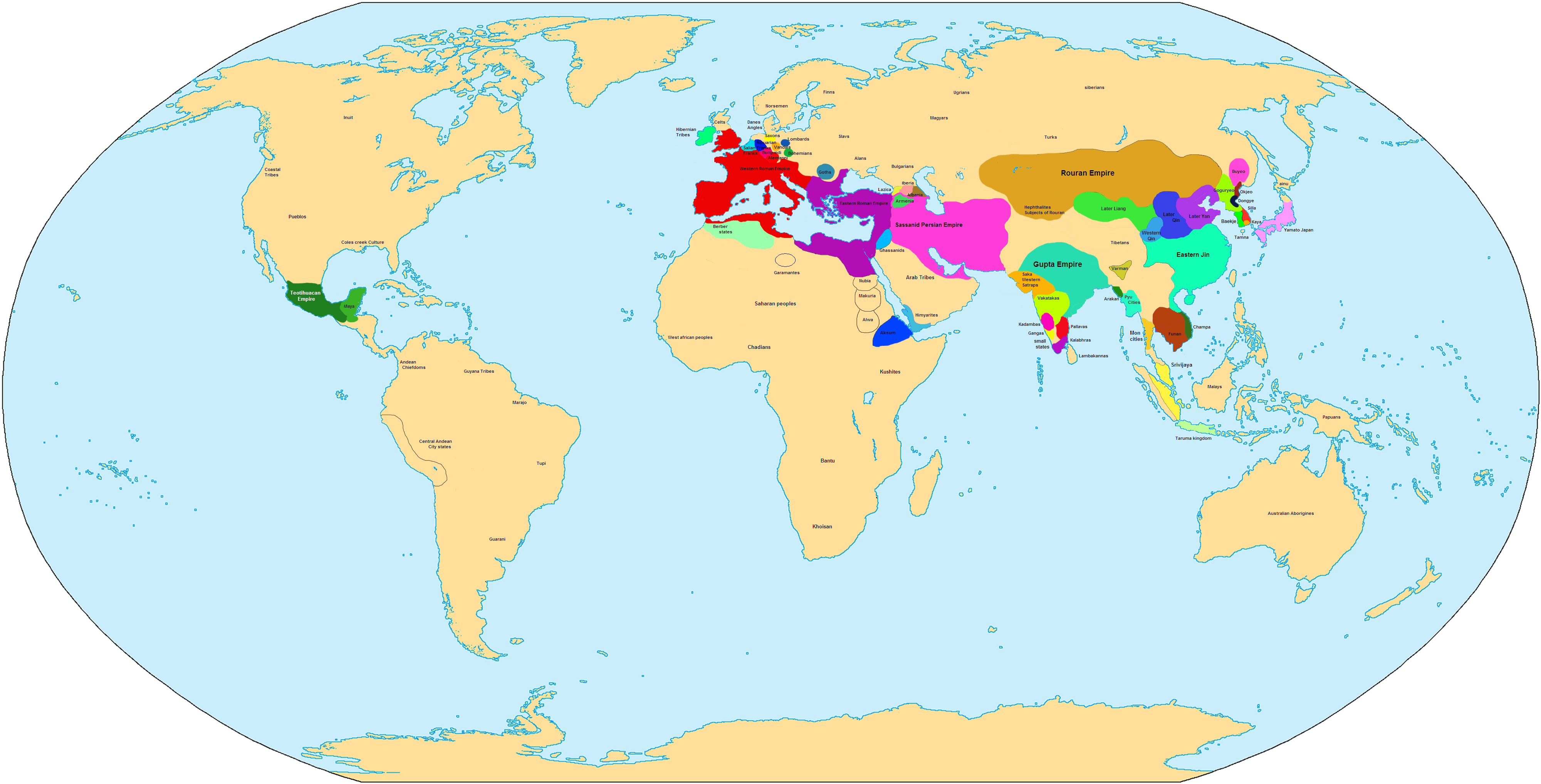
Världen år 400.
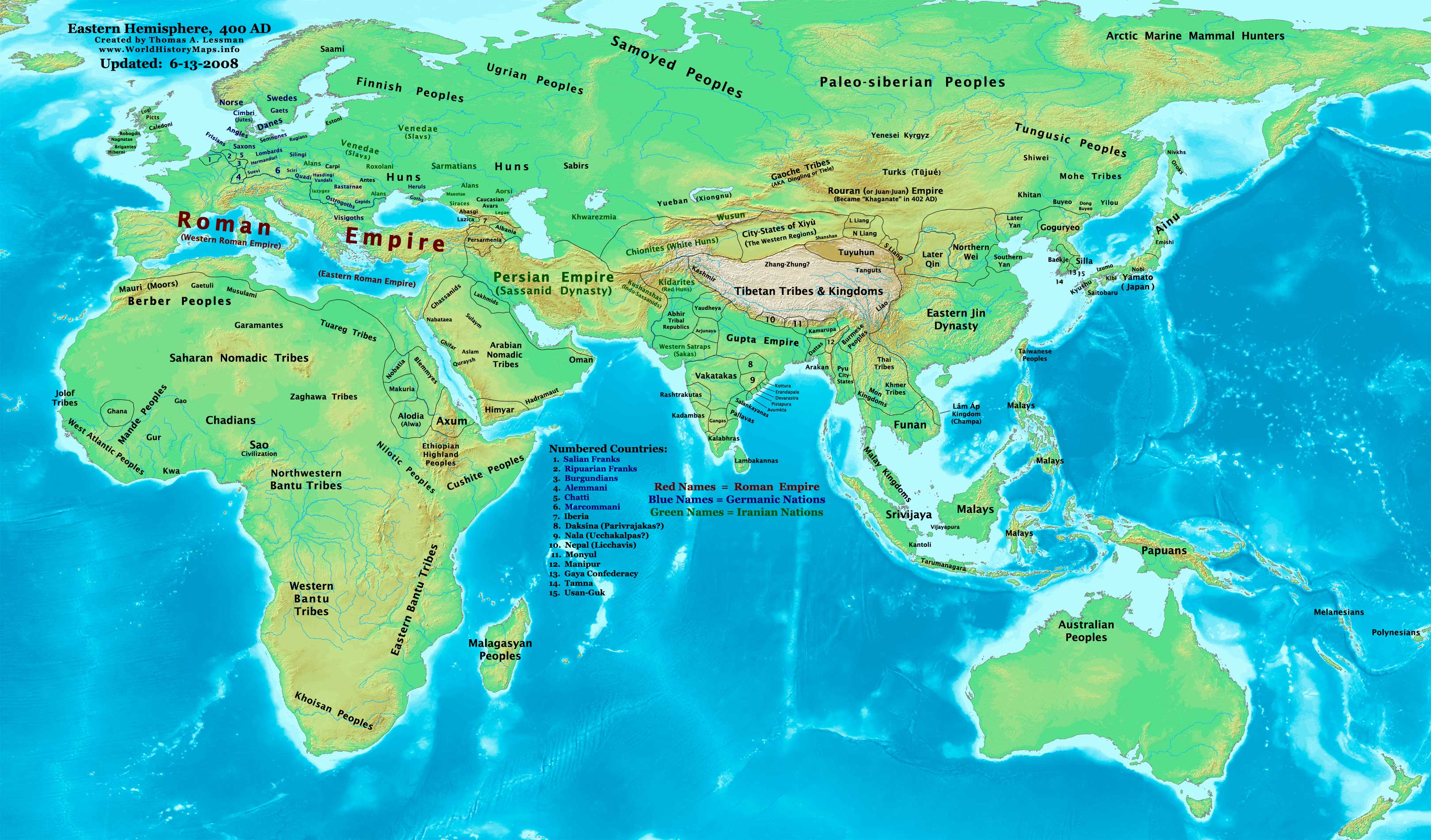
Gamla världen år 400.
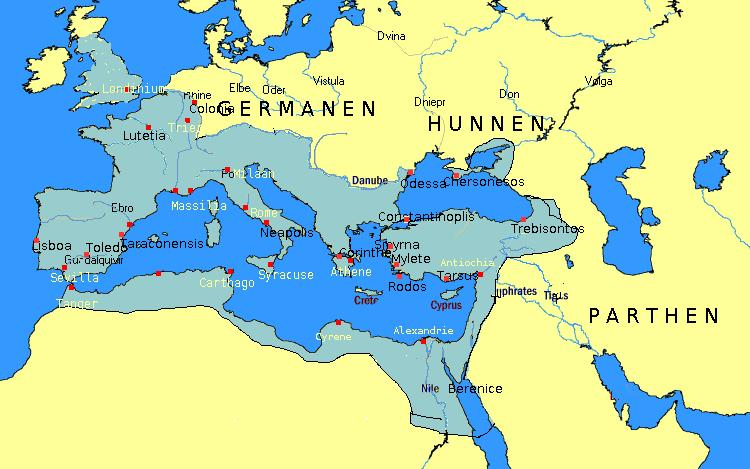
Europa år 400.

## Händelser

### Okänt datum
- Alarik I inleder sin första invasion av Italien (troligen detta år).
- Vandalerna inleder sin marsch västerut från Dakien och Ungern (omkring detta år).
- Frankerna slår sig ner i norra Holland.
- Då de söker skydd vid Donau anfalls Gainas och hans goter av hunner, som dödar honom och hans armé. Gainas skickas som en gåva till Konstantinopel av hunnerhövdingen Uldin.
- Galerius mausoleum i Thessaloniki byggs om till kyrka.
- Byggandet av Stora Zimbabwe i Afrika inleds (omkring detta år).
- Licchavidynastin enar Nepal.
- Krysantemum införs i Japan (omkring detta år).
- Världens befolkning uppgår vid denna tid till omkring 200 miljoner.

## Födda
- Hydatius, biskop av Chaves
- Leo I, påve 440–461 (född omkring detta år)
- Salvianus av Marseille, kristen författare (född omkring detta år)